# Medal Żandarmerii Narodowej
Medal Żandarmerii Narodowej (fr. Médaille de la Gendarmerie nationale) – francuskie odznaczenie ustanowione 5 września 1949 pod nazwą Medal Honorowy Żandarmerii (Médaille d'honneur de la Gendarmerie), pod obecną nazwą od 30 listopada 1950.

## Zasady nadawania
Medal ten jest nadawany funkcjonariuszom Francuskiej Żandarmerii Narodowej, którzy wyróżnili się błyskotliwym czynem wymagającym szczególnych cech odwagi i poświęcenia zasługującym na wyróżnienie w rozkazie (dosł. odczyt w rozkazie dziennym – citation à l'ordre). W wyjątkowych przypadkach żandarmom i innym osobom może być przyznany medal bez wyróżnienia w rozkazie dziennym.
Medal, podobnie jak Krzyż Wojenny, posiada dodatkowe oznaczenia otrzymywane za wyróżnienie w rozkazie dziennym, które mocowane są do wstążki lub baretki odznaczenia. Początkowo był to brązowy granat wielkości 5 mm, a od reformy z 26 lipca 2004 można otrzymać:
- srebrną palmę (palme d’argent) – za pięciokrotne wyróżnienie w rozkazie dziennym żandarmerii,
- brązową palmę (palme de bronze) – za wyróżnienie w rozkazie dziennym żandarmerii,
- złotą gwiazdkę (étoile de vermeil) – za wyróżnienie w rozkazie dziennym korpusu armii,
- srebrną gwiazdkę (étoile d’argent) – za wyróżnienie w rozkazie dziennym dywizji,
- brązową gwiazdkę (étoile de bronze) – za wyróżnienie w rozkazie dziennym brygady lub pułku,

natomiast dotychczasowe granaty odpowiadają złotym gwiazdkom. Każde wyróżnienie może zostać nadane wielokrotnie, a liczba wyróżnień odpowiada ilości gwiazdek lub palm umieszczanych na wstążce.
W kolejności starszeństwa francuskich odznaczeń medal ten zajmuje 8. miejsce po Krzyżu Waleczności Wojskowej, a przed Medalem Rannych na Wojnie.

## Wygląd
Oznakę stanowi wykonany z pozłacanego brązu medal o średnicy 36 mm, zwieńczony na połączeniu ze wstążką płonącym granatem otoczonym liśćmi dębu. Awers przedstawia zamknięty hełm rycerski (przyłbicę) z pióropuszem. Ten hełm położony jest na miecz skierowany ostrzem w górę (widoczna jest jedynie rękojeść z jelcem i sam malutki czubek miecza) i otoczony napisem GENDARMERIE NATIONALE. Na rewersie znajduje się napis: COURAGE DISCIPLINE oraz wieniec dębowy.